# Футболист года в Югославии
Футболи́ст го́да в Югосла́вии — ежегодная награда, присуждавшаяся с 1972 по 1990 год лучшему футболисту Югославии по итогам года.

## Победители
- 1972 — Душан Баевич ( Вележ)
- 1973 — Энвер Марич ( Вележ)
- 1974 — Йосип Каталинский ( Железничар)
- 1975 — Иван Булян ( Хайдук)
- 1976 — Ивица Шуряк ( Хайдук)
- 1977 — Дражен Мужинич ( Хайдук)
- 1978 — Ненад Стойкович ( Партизан) и Вилсон Джони ( Хайдук/ Динамо)
- 1979 — Сафет Сушич ( Сараево) и Велимир Заец ( Динамо)
- 1980 — Владимир Петрович ( Црвена Звезда)
- 1981 — Златко Вуйович ( Хайдук)
- 1982 — Иван Гудель ( Хайдук)
- 1983 — Зоран Симович ( Хайдук)
- 1984 — Велимир Заец ( Динамо/ Панатинаикос)
- 1985 — Блаж Слишкович ( Хайдук)
- 1986 — Семир Туце ( Вележ)
- 1987 — Марко Млинарич ( Динамо/ Осер)
- 1988 — Драган Стойкович ( Црвена Звезда)
- 1989 — Драган Стойкович ( Црвена Звезда)
- 1990 — Роберт Просинечки ( Црвена Звезда)